# 日本製薬医学会
一般財団法人日本製薬医学会（にほんせいやくいがくかい、JAPhMed、The Japanese Association of Pharmaceutical Medicine）は、日本の学会のひとつであり、製薬医学を学問分野とする医学会である。
会は製薬企業に勤める医師の職業集団、日本製薬企業医師連合会（後に日本製薬医学医師連合会と改称）を前身としており、2009年（平成21年）に現在の名称の学会となった。

## 学会の趣旨
日本製薬医学会は、「製薬医学専門家の知識、専門性およびスキルの向上を通して製薬医学を推進し、患者と社会のベネフィットのために医薬品へのアクセスと適正使用へと導くこと」を会の活動理念として掲げている。

## 概要と沿革
日本製薬医学会は、1967年（昭和42年）1月に東京で発足した「MD会」と、翌年8月に大阪で発足した「PMD会」という、製薬企業に係わる医師のふたつの集まりに起源をもつ。MD会とPMD会は1969年（昭和44年）8月、初めての合同会議を東京で開催、この合同会議が後に日本製薬企業医師連合会（Japanese Association of Medical Doctors in Drug Industries、JAMDI）となった。
JAMDIでは総会の開催のほか、講演会、会員相互の情報交換、外部団体との関係構築等の活動を行い、会員の医師数も漸次増加した。一方、会の発展とともに製薬企業以外の医師の参加も目立つようになり、2002年（平成14年）3月の総会において会の名称を日本製薬医学医師連合会（Japanese Association of Pharmaceutical Medicine、JAPhMed）に変更した。
JAPhMedは2007年（平成19年）1月時点で、日本に本拠を置く製薬企業に勤務する医師 26名、日本国外に本拠を置く製薬企業に勤務する医師 131名、大学・行政機関に勤務する医師12名、臨床試験受託企業（CRO）に勤務する医師13名、コンサルタントとして働いている医師 3名、その他の医師 5名の、合計190名が会員として所属しているという状況であった。
2009年（平成21年）1月の時点では会員数が222名となり、同年4月には名称を日本製薬医学会に変更（英語名称は従前通り。略称もJAPhMedのまま）、組織を一般財団法人として学会化した。JAPhMedでは2010年（平成22年）度から、会員資格を医師以外にも開放している。

## 認定医制度
JAPhMedでは認定医制度「製薬医学認定医」を創設、会員医師を対象に2008年（平成20年）度から認定医登録を行っている。創設以来毎年行われている認定医試験の結果、JAPhMedは2010年（平成22年）度までの3年間に25名の医師に認定医資格を与えている。

## 事務所
日本製薬医学会（JAPhMed）の定款では、JAPhMedは主たる事務所を東京都国分寺市に置いているとしている。